# Luběnice
Luběnice (en allemand : Lubenitz) est une commune du district et de la région d'Olomouc, en République tchèque. Sa population s'élevait à 503 habitants en 2023.

## Géographie
Luběnice se trouve à 9,5 km à l'ouest-sud-ouest d'Olomouc, à 88 km à l'ouest-sud-ouest d'Ostrava et à 279 km à l'est-sud-est de Prague.
La commune est limitée par Těšetice à l'ouest et au nord, par Ústín à l'est, par Hněvotín au sud-est, par Lutín au sud, et par Slatinice au sud-ouest.

## Histoire
La première mention écrite de la localité date de 1297.

## Transports
Par la route, Luběnice se trouve à 13 km d'Olomouc, à 74 km de Brno à 108 km d'Ostrava et à 256 km de Prague.